# Mulazzo
Mulazzo là một đô thị ở tỉnh Massa-Carrara trong vùng Toscana, tọa lạc khoảng 120 km về phía tây bắc của Florence và khoảng 35 km về phía tây bắc của Massa. Tại thời điểm ngày 31 tháng 12 năm 2004, đô thị này có dân số 2.570 người và diện tích là 62,6 km².
Mulazzo giáp các đô thị sau: Calice al Cornoviglio, Filattiera, Pontremoli, Rocchetta di Vara, Tresana, Villafranca in Lunigiana, Zeri.